# Leonyid Nyikolajevics Andrejev
Leonyid Nyikolajevics Andrejev (Леонид Николаевич Андреев) orosz próza- és drámaíró. Az orosz expresszionizmus első alakjának számít.
Emellett úgy tartják, hogy stílusában keveredik a realizmus, a naturalizmus és a szimbolizmus is.
Andrejev számára a földi lét a determinációval egyenlő, a hétköznapi (zárt) terek különféle minőségekkel rendelkezhetnek ugyan, de végső soron a lét kiúttalanságát tükrözik.
Andrejev Sztanyiszlavszkij moszkvai Művész Színházának Csehov mellett a másik legtöbbet játszott, népszerű szerzője volt.

## Élete
Szülővárosában, Orjolban végezte a gimnáziumot. Apja szerény jövedelmű földmérő volt és korán meghalt. A fiatal Andrejev szentpétervári és moszkvai egyetemi évei alatt portréfestésből és leckeadásból élt. Nyomora és egy viszonzatlan szerelem miatt 1894-ben öngyilkosságot kísérelt meg. Életben maradt, de sebesülésének következményeit élete végéig érezte.
A jogi diploma megszerzése után ügyvédként dolgozott és az egyik moszkvai napilapnál vállalt törvényszéki tudósítói állást. 1902-ben megjelent egyik novellája, a Bezdna (Mélység) merész tárgya és sajátos írói felfogása miatt heves irodalmi vitát keltett, ekkor már egyre többet írt. Csakhamar megismerkedett az akkor már betegeskedő Csehovval, majd Gorkijjal, akiknek barátsága hatással volt a fiatal íróra. Az orosz–japán háborút követő forradalmi mozgalmakkal rokonszenvezett, de az 1917. októberi bolsevik forradalmat elutasította.
1908-ban feleségével egy Szentpétervár melletti nyaralóhelyre költözött, mely 1918-ban az Oroszországtól levált Finnország része lett. Onnan aggódva figyelte a hazai eseményeket és kétségbeesett hangú kiáltványokban fordult Európa népeihez segítségért. 1919 végén keserű önváddal, csalódottan halt meg egy kis finnországi faluban.

## Néhány művéről
A 20. század első két, – válságokkal, forradalmakkal, háborúkkal terhelt – évtizedének írója volt. Számos novellája mellett több regényt vagy kisregényt (poveszty) és húsznál több színdarabot írt. Stílusában realista vonások és a századelő „izmusai” (expresszionizmus, naturalizmus, szimbolizmus) keverednek.
Első írásain még Dosztojevszkij és Csehov hatása érződik, de már ekkor kiütközött eredeti felfogása és sajátos kifejezésmódja. Különösen a „nagy” élet-problémák érdekelték: az ember és a mindenség viszonya, az emberi sors végzetszerűsége, a halál, a szeretet stb. Ebben a témakörben sajátosan vegyítette a reális élet szürke tónusait tárgyának bizarr hangulatával és sokszor túlzottan is színes kifejezésmódjával. A különös, borzalmas témák vonzották. Írói érdeklődését nem az élénk, életteli színek, hanem a komor pesszimista hangulatok jellemzik.
A Vörös kacaj (Красный смех, 1904) című elbeszélés naplótöredék formájában írja le az orosz-japán háború borzalmait és szenvedéseit, melyek a napló írójának – egy nyomorékká vált tisztnek – víziószerű elképzelésében vonulnak el előttünk. Andrejev túlzóan rikító színeket használ a háború borzalmainak festésében, szereplői szinte mindnyájan eszelősök, akiket az átélt borzalmak víziói gyötörnek. A feltörő háborúellenes közhangulat és forradalmi hullám hatását tükrözi a regény.
A hét akasztott (Рассказ о семи повешенных, 1908) című elbeszélés tárgya az 1905. évi zavargások politikai merénylőinek kivégzése. A hét elítélt közül öten politikaiak, akiket a miniszter ellen megkísérelt, de idejében meghiúsított merénylet miatt ítéltek halálra. Ugyanakkor hajtják végre a halálos ítéletet két köztörvényes bűnözőn, az észt származású eszelős parasztlegényen és egy rablógyilkos tatáron is. A regénynek azok a legmesteribb részei, ahol a közös sorsú, de egymástól annyira különböző emberek lelkiállapotát rajzolja az író.
Hasonló környezetből meríti tárgyát a Gubernátor (Губернатор, 1905) című regénye is. A kormányzó a hatalom engedelmes, érzéketlen eszköze, aki a gondjaira bízott városban puskatűzzel csendesíti el a munkások forrongását. Miután helyreállt a rend, szemlét tart a zavargás áldozatai: apák, anyák, véletlenül megölt gyermekek tetemei fölött. Ez rádöbbenti, hogy haláluk jóvátehetetlen bűn, és ezért valakinek bűnhődnie kell. Ez a meggyőződés egyre mélyebb gyökeret ver benne és szinte meg sem lepődik, amikor arról értesül, hogy a forradalmárok bosszúból merényletre készülnek ellene. Lelki összeomlása után most szinte önként keresi a feltámadt lelkiismeretét megnyugtató halált.
Andrejev utolsó, de már befejezetlen regénye A Sátán naplója (Дневник Сатаны, 1919), melyben az író valószínűleg a bolsevizmus szellemének romboló hatását akarta ábrázolni. Alapötlete: az emberré lett sátán földi élete. A Sátán egy amerikai pénzkirály testét választotta ki magának szállásul. A félbolond pénzkirály a tömeg mohó pénzvágyának középpontja lesz. A milliárdos nem tudja, mihez kezdjen a rengeteg pénzével: új világot teremtsen vagy lerombolja a régit, háborút akarjon-e vagy békét, forradalmat vagy nyugalmat. A Sátán szűknek érzi magának az emberbőrt. Lenézi a pénzéért körülötte tolongókat, a kegyeit kereső tudósokat, művészeket, papokat, uralkodókat; csak az elvonultan élő bölcs, Magnusz és annak leánya, a szűzi Mária kedvesek neki. Az események során kiderül, hogy Magnusz szélhámos, aki a pénzkirályt mindenéből kiforgatja, az ártatlan Mária pedig Magnusznak nem leánya, hanem kedvese és cinkosa a pénzkirály kifosztásában. „A világirodalom már ismerte a Sátánt, aki az embereket rászedte; most Andrejev keserű szimbólummal mutatta meg a Sátánt, akit az emberek szednek rá.”
Elvont, az élet „végső”, nagy kérdéseivel foglalkozó egyik drámája az Anatema (Анатэма, 1909). Anatema, a tagadás emberformát öltött szelleme nem érti az emberi sorsban állandóan megnyilatkozó isteni törvényszerűséget. Nem kap választ a végső titkok bejáratát őrző, szürkeruhás Valaki-től sem. Ekkor elhatározza, hogy az embereket egymás ellen uszítva megcsúfolja az isteni igazság és az emberi szeretet hatalmát a Földön. Váratlanul nagy vagyonhoz juttatja a szentéletű, nyomorgó zsidót, David Leisert, aki az ölébe hullott vagyonnal boldoggá szeretné tenni a szegényeket. Tódulnak hozzá az emberek, akik egyre inkább már csodákat is várnak tőle, és David szinte maga is hinni kezd csodatevő erejében, de a próba balul üt ki. A tömeg jótevője ellen fordul. Dávid Anatema biztatására megszökik előlük, de megtalálják és halálra kövezik. Anathema gúnyosan jelenti képzelt sikerét a végső titkokat őrző Valaki-nek, aki azonban megmagyarázza Anatemának, hogy a szeretet mindennél nagyobb és örökké megújul az emberek között.

## Magyarul

### 1919-ig
- Vörös kacaj. Egy talált kézirat töredékei; ford. Várnai Dániel, ill. Szigethy István; Kultúra, Bp., s.a.
- Ködben. Regény; Magyar Hírlap, Bp., 1903
- Leonid Andrejew: Köd; Freund, Bp.–Bécs, 1904 (Modern írók könyvtára)
- Lopni akart; Vass, Bp., 1905 (Modern írók könyvtára)
- Leonid Andrejew: A vörös kacaj. Töredék egy orosz tüzértiszt naplójából; Schimkó, Bp., 1910
- Leonid Andrejew: A hét akasztott; ford. Md.; Rózsavölgyi, Bp., 1915
- Andreev Leonid: Rögeszmék. Elbeszélés; ford. Zsatkovics Kálmán; Tevan, Békéscsaba, 1916 (Tevan-könyvtár)
- Lázár. Elbeszélés; ford. Zsatkovics Kálmán; Tevan, Békéscsaba, 1917 (Tevan-könyvtár)
- Ribakov Pál és a nők. Regény; ford. Pajzs Elemér; Tevan, Békéscsaba, 1918 (Tevan-könyvtár)
- A kormányzó. Elbeszélés; ford. Várnai Dániel; Népszava, Bp., 1918 (Világosság-könyvtár)
- Júdás; ford. Benedek Marcell; Athenaeum, Bp., 1919 (Modern könyvtár)
- A gondolat; Érdekes Újság, Bp., 1919 (Legjobb könyvek)
- Anathema. Tragédia; ford. Jefremov Jakow, J. Hudák Júlia; Kultura, Bp., 1919

### 1920–1944
- A pince mélyén; ford. Róna István, Várnai Dániel; Saly Könyvterjesztővállalat, Bp., 192? (Nagy írók nagy írásai)
- A karácsonyi angyal / Elbeszélés Szergej Petrovicsról; ford. Havas András Károly; Gabos, Bp., 1924
- Bolondok; ford. Havas András Károly; Globus Ny., Bp., 1943 (Király regény)
- Andreev Leonid: A karácsonyi angyal; Napsugár, Bp., 1943 (Napsugár könyvek)

### 1945–
- Szeresd felebarátodat...; ford. Lajta Zoltán; Magyar-Szovjet Művelődési Társaság, Bp., 1947
- A hét akasztott ember története; ford. Justus Pál; Európa, Bp., 1958
- Különös történetek; ford. Pogonyi Antal, utószó Farkas Attila, ill. Ék Sándor; Magyar Helikon, Bp., 1958
- A kormányzó; ford. Justus Pál; Európa, Bp., 1974
- A nagy Szlemm. Kisregények és elbeszélések; ford. Benedek Marcell, Justus Pál, vál. Nyíri Éva; Európa, Bp., 1981
- És ki vagyok én? Négy dráma; ford., bev. Hadikné Végh Katalin; Cédrus Művészeti Alapítvány, Budapest, 2023